# Harsh Times - I giorni dell'odio
Harsh Times - I giorni dell'odio (Harsh Times) è un film drammatico indipendente del 2005 diretto da David Ayer ed interpretato da Christian Bale e Freddy Rodríguez.

## Trama
Jim Davies è un ex-Ranger dell'Esercito veterano della guerra in Afghanistan affetto da stress post-traumatico, congedato con onore. Il suo stato mentale è traumatizzato dagli orrori che ha vissuto durante i combattimenti. Ha una ragazza in Messico, Marta, che ama e dalla quale è ricambiato. Il suo sogno è sposarla e portarla con lui in America. Dopo averle fatto visita, torna a Los Angeles e si reca dal suo migliore amico Mike. La ragazza di Mike, Sylvia, non vede di buon occhio questa loro amicizia che considera deleteria e pericolosa. Per costringere Mike a trovarsi un lavoro gli dà un ultimatum e il ragazzo si mette in cerca di un impiego assieme all'amico. Jim infatti, ha il desiderio di entrare in polizia ma non passa alcuni test attitudinali a causa del suo stato psicologico. Depresso da questo rifiuto, comincia a girare per la città in cerca di svago e convince Mike ad unirsi a lui, considerando il suo cercare un lavoro un inutile spreco di tempo ed energie.

I due hanno diversi scontri con piccole bande della città e con una in particolare. Jim mette in fuga i delinquenti e si appropria di una pistola e della loro marijuana. Decidono di vendere l'arma ma durante la trattativa assistono ad un omicidio. Mike rimane scioccato dalla scena mentre Jim invece sembra affascinato da quanto ha appena visto.

Quando Mike torna a casa ubriaco, Sylvia decide di buttarlo fuori dato che le ha mentito dicendole di aver trovato un lavoro lasciandole un falso messaggio sulla segreteria telefonica. Intanto Jim bara ad un esame delle urine per poter tentare di entrare presso il Dipartimento di Sicurezza, ma anche stavolta viene rifiutato, dato che non passa il test della macchina della verità che lo mette in crisi alla domanda se faccia uso o meno di droga. Viene comunque contattato per il suo carattere duro e per i suoi trascorsi nell'Esercito per diventare agente esterno in Colombia, lavoro che gli viene affidato anche per la sua capacità di parlare spagnolo. Jim accetta ma viene avvertito che per questo incarico non potrà sposarsi, soprattutto con una straniera, cosa che invece lui aveva già progettato con Marta.

Mike intanto riesce a trovare lavoro grazie all'incontro con un suo vecchio amico, ma Sylvia gli dice che ha fatto solo il suo dovere. Il ragazzo, infuriato, decide di seguire Jim in Messico, per festeggiare comunque. Una volta arrivati, i due partecipano ad una festa dove Marta confida a Jim di aspettare un figlio da lui e il ragazzo reagisce in malo modo a questa notizia, puntandole la pistola alla testa. Il suo stato d'animo è da considerarsi una conseguenza della sua malattia, ma la ragazza, spaventata, mette fine alla loro relazione.

Tornando a casa, Jim confida a Mike di aver riempito il portabagagli dell'auto con 20 kg di marijuana e lui si rifiuta di assecondarlo in questa sua ennesima pazzia. Jim costringe con una pistola alla testa l'amico e lui, consapevole che Jim non sta bene, decide di aiutarlo comunque. Arrivati a Los Angeles, decidono di vendere il carico ad un gruppo di malviventi ma uno degli acquirenti è uno della banda che in precedenza i due avevano derubato. Da quell'incontro ne nasce una sparatoria che lascerà a terra alcuni dei compratori. Uno di loro accorre in aiuto degli amici e spara alla macchina dei due ragazzi in fuga colpendo Jim alla schiena e alla testa. Mike è sconvolto da quanto è appena successo e si ferma per soccorrere l'amico che intanto, ferito gravemente, gli chiede di ucciderlo per mettere fine alle sue sofferenze. Mike decide di accontentare l'amico, ormai in fin di vita e dopo averlo finito, scappa dalla sua ragazza, pentito del suo comportamento degli ultimi giorni.

## Produzione
Christian Bale oltre ad interpretare il ruolo principale, con questa pellicola è alla sua prima esperienza come produttore.

### Regia e sceneggiatura
David Ayer ha attinto alle sue esperienze nella Marina degli Stati Uniti nello scrivere la sceneggiatura di questa pellicola.

### Cast
- Christian Bale è Jim Davies; ex-Ranger affetto da disturbi post-traumatici da stress. La sua calma apparente lascia il posto ad inaspettate reazioni di violenza e cattiveria. Per trovare la calma fa spesso uso di droghe e alcolici.
- Freddy Rodríguez è Mike Alonzo; amico di Jim, disoccupato. Quando è in compagnia di Jim lascia che il suo carattere lo scavalchi, trovando ridicolo sottomettersi ai voleri della sua ragazza.
- Eva Longoria è Sylvia; fidanzata di Mike. È un avvocato in carriera e non vuole che Mike frequenti Jim, dato che si è resa conto che la loro amicizia non porterà nulla di buono.
- Tammy Trull è Marta, ragazza messicana innamorata di Jim. Deciderà di lasciarlo dopo che lui la minaccia di morte alla notizia della sua gravidanza, volendo comunque tenere il bambino.

## Distribuzione
Il film è stato distribuito negli Stati Uniti nel novembre 2006, ed è arrivato nelle sale cinematografiche italiane nel giugno 2007.

## Incassi
Il film non riscuote molto successo ai botteghini incassando in tutto il mondo la cifra di circa 5,967,038 milioni di dollari, superando di poco il budget di due milioni..
La pellicola viene presentata al Toronto International Film Festival nel 2005 ed esce nelle sale il 10 novembre del 2006. Nonostante lo scarso risultato nelle sale cinematografiche, l'interpretazione di Christian Bale viene elogiata dalla stampa che definisce il suo personaggio "ipnotico".